# On the Eagle Trail
On the Eagle Trail è un cortometraggio muto del 1915 diretto e interpretato da Tom Mix. Prodotto dalla Selig Polyscope Company da un soggetto di Cornelius Shea, il film aveva come altri interpreti Victoria Forde, Joe Simkins, Sid Jordan.

## Trama
Tom Merry, il conducente della diligenza, è innamorato di Vicky Henderson, la figlia del sovrintendente della Eagle Mining Company che però non approva la scelta della figlia. Jordan, che lavora nell'ufficio, chiede a Vicky di sposarlo, ma lei lo rifiuta. L'uomo, diventato insultante, viene licenziato da Henderson. Meditando vendetta, incita gli uomini della miniera alla rivolta e pianifica di rubare le paghe portate da Tom. Il piano viene sentito da Vicky che va ad avvisarlo. Sfruttando la velocità della diligenza, Tom riesce a salvare il denaro che getta a Vicky e arriva all'ufficio della società mineraria proprio mentre i minatori stanno per distruggere il posto. Dopo qualche giorno Tom e Vicky si rivedono, formulando un piano per il loro destino in comune.

## Produzione
Il film fu prodotto dalla Selig Polyscope Company.

## Distribuzione
Distribuito dalla General Film Company, il film - un cortometraggio in una bobina - uscì nelle sale cinematografiche statunitensi il 14 dicembre 1915.